# Saint-Martin-des-Prés
Saint-Martin-des-Prés è un comune francese di 358 abitanti situato nel dipartimento delle Côtes-d'Armor nella regione della Bretagna.

## Società

### Evoluzione demografica
Abitanti censiti